# Insula Al Safliya
Insula Al Safliya (în arabă اَلْجَزِيرَة اَلسَّافِلِيَّة, transliterat: Jazīrat as Sāfliya) este o insulă situată în largul coastei capitalei Qatarului, Doha,
Insula este situată la 3 mile nord de Ras Abu Aboud. O destinație turistică populară printre localnici, călătoria cu barca de la Doha durează aproximativ 30 până la 40 de minute.

## Descriere
Insula Al Safliya are o lungime de aproximativ 2 mile de la est la vest, foarte îngustă și se curbează cu partea de nord a Portului Doha; este joasă, nisipoasă și are grupuri de iarbă. Reciful de nord proiectează 1 1/2 mile sud-est de insulă; este în principal nisip, iar în afara tendințelor de intrare spre nord-est și spre nord pentru câțiva kilometri.

## Conservare
În 2015, Ministerul Municipalității și Mediului a inițiat o campanie de curățare pentru insula Al Safliya, care a inclus eliminarea deșeurilor și a cutiilor de plastic care au fost lăsate pe insulă de vizitatori. De asemenea, au instalat 35 de pergole.